# Wilhelm Hammarsköld
Wilhelm Hammarsköld, född 29 januari 1780 på Virbo säteri i Misterhults socken, död 15 december 1843 på Surahammars bruk i Sura socken, var en svensk brukspatron.

## Biografi
Wilhelm Hammarsköld var yngste son till hovjägmästaren Michael Hammarsköld. Till skillnad från sina äldre bröder som sökte sig in på den militära banan var Wilhelm sjuklig; bland annat kom han under hela livet att drabbas av återkommande perioder av huvudvärk och dövhet. Därför sändes han 1799 som student till Uppsala universitet, där han redan 1800 avlade hovrättsexamen som berättigade till inträde i ämbetsverken. Han saknade dock intresse och anlag för en ämbetskarriär, och ägnade sig istället åt studier i mekanik och särskilt snickeri. Han var även musikaliskt begåvad. 
Hammarskölds båda morbröder, Axel och Carl Jacob Adlerwald, var mycket förtjusta i sin systerson och sedan han 1804 gift sig upplät Axel Slagåla gård åt honom att bosätta sig på. Han kom att anlitas av kringliggande brukspatroner och adelsmän för ritningar och avvägningar och hus och maskiner, särskilt tröskverk. Morbrodern Carl Jacob Adlerwald anlitade honom för ombyggnad av Harakers kvarn och hammaren vid Surahammars bruk. Ekonomin blev dock dålig, trots stöd från morbröderna. Sedan hans äldre bröder löst ut honom från Virbo säteri köpte han 1812 Munga i Romfartuna socken för att driva jordbruk, men hade ingen större framgång och tvingades 1824 sälja gården och flytta till Stockholm. Under sin tid på Munga höll han en rik umgängeskrets av nyromantiker, däribland Julia Nyberg, vars syster var hushållerska hos morbrodern på Skultuna och vars dikter Hammarsköld i flera fall tonsatt. Andra i umgängeskretsen var Wilhelms kusin Lorenzo Hammarsköld; genom Julia Nyberg blev även Per Daniel Amadeus Atterbom introducerad på Munga. Trots det misslyckade försöket i Munga lät Carl Jacob Adlerwald honom 1829 ta över arrendet av Forsby gård i Skultuna socken. Redan senare samma år avled dock morbrodern. Enligt fideikommissbestämmelserna skulle Wilhelm Hammarskölds äldre bröder Carl och Per ha övertagit Skultuna och löst ut övriga släktingar. Att lösa ut släktingarna skulle dock ha inneburit för stora kostnader och förstört brukets kapitaltillgångar, och fideikommiss fick inte belånas. Därför beslutade man att försöka få fideikommisset upphävt. Carl och Per Hammarsköld hade båda nog med att sköta sina jordegendomar i Småland, och Wilhelm utsågs därför till disponent för Skultuna bruk. Per Hammarsköld kom ansvaret för fideikommissets jordbruk, men överlämnade det åt en inspektor, som kom att bli underordnad Wilhelm. Forsby gård kom att överlåtas på Pers son Michael. 
Hammarsköld som var sjuklig hade undanbett sig att få disponentskapet som en permanent lösning, och därför bestämdes redan från början att Pers andre son Carl Wilhelm Hammarskjöld skulle bli den som övertog bruket med tiden. Han kom senare, 1832, att gifta sig med Wilhelm Hammarskölds dotter Hedvig Eleonora (kallad Hedda). Han var dock ännu endast 23 år gammal och utan erfarenhet från bruksnäringen så det bestämdes att han först skulle praktisera vid Skultuna och sedan göra en utländsk resa för att studera mässingsindustrin utomlands innan Hammarskjöld överlät bruket på honom. Som disponent fick Wilhelm Hammarsköld stöd av Anders Wilhelm Nyberg. Han var då Hammarsköld tillträdde ännu bokhållare men hade en längre tid fått sköta uppgifter som annars föll på den nära 80-årige bruksinspektorn Daniel Holm, och fick snart ta över som inspektor. Nyberg var väl insatt i bokföringen och kontorssysslorna, hade bra hand med brukets anställda och kände dess kunder väl. Den tekniska sidan var han mindre insatt i, men här kom Hammarskölds kunskaper väl till pass. Han lät ersätta det äldre bruket av galmeja med zink vid produktionen, uppförde ett modernt valsverk, införde nya metoder för betning av mässingstråden med mera. Hans tid blev dock kort, redan 1833 begärde han avsked från disponentskapet. Dels på grund av sin dåliga hälsa, men även av ekonomiska skäl. Hans ekonomi var som känt dålig, och han hoppades nu kunna lösas ut från sina andelar i bolaget. De övriga släktingarna, vilka hade svårt att få loss så mycket pengar, frånräknat äldsta brodern Per, som övriga arvingar helst ville hindra från att få för stort inflytande över driften. Därför erhöll han Surahammars bruk som en del av sin lott och löstes av bolaget från sin andel i Skultuna fideikommiss. För betalningen köpte han Hallstahammars bruk. På grund av sin sjukdom hade han dock svårt att vara så närvarande som bruksskötseln krävde. Bruket gick dåligt och ohälsa gjord att Wilhelm tvingades överlåta brukets skötsel på sin andre son Peder Hjalmar. Denne saknade dock helt affärssinne och rymde efter faderns död till USA från personlig konkurs. Hustruns död den 13 september 1842 tog Wilhelm hårt,och han avled ett drygt år senare.